# حشمتیه (زبرخان)
حشمتیه، روستایی از توابع بخش اسحاق‌آباد شهرستان زبرخان در استان خراسان رضوی ایران است.

## جمعیت
این روستا در دهستان حشمتیه قرار دارد و بر اساس سرشماری مرکز آمار ایران در سال ۱۳۸۵، جمعیت آن ۵۸۹ نفر (۱۶۲خانوار) بوده‌است.